# دونا گیگلیوتی
دونا گیگلیوتی (انگلیسی: Donna Gigliotti؛ زادهٔ ۱۹۵۵) یک تهیه‌کننده اهل ایالات متحده آمریکا است. 